# 皮克頓島、倫諾克斯島和努埃瓦島

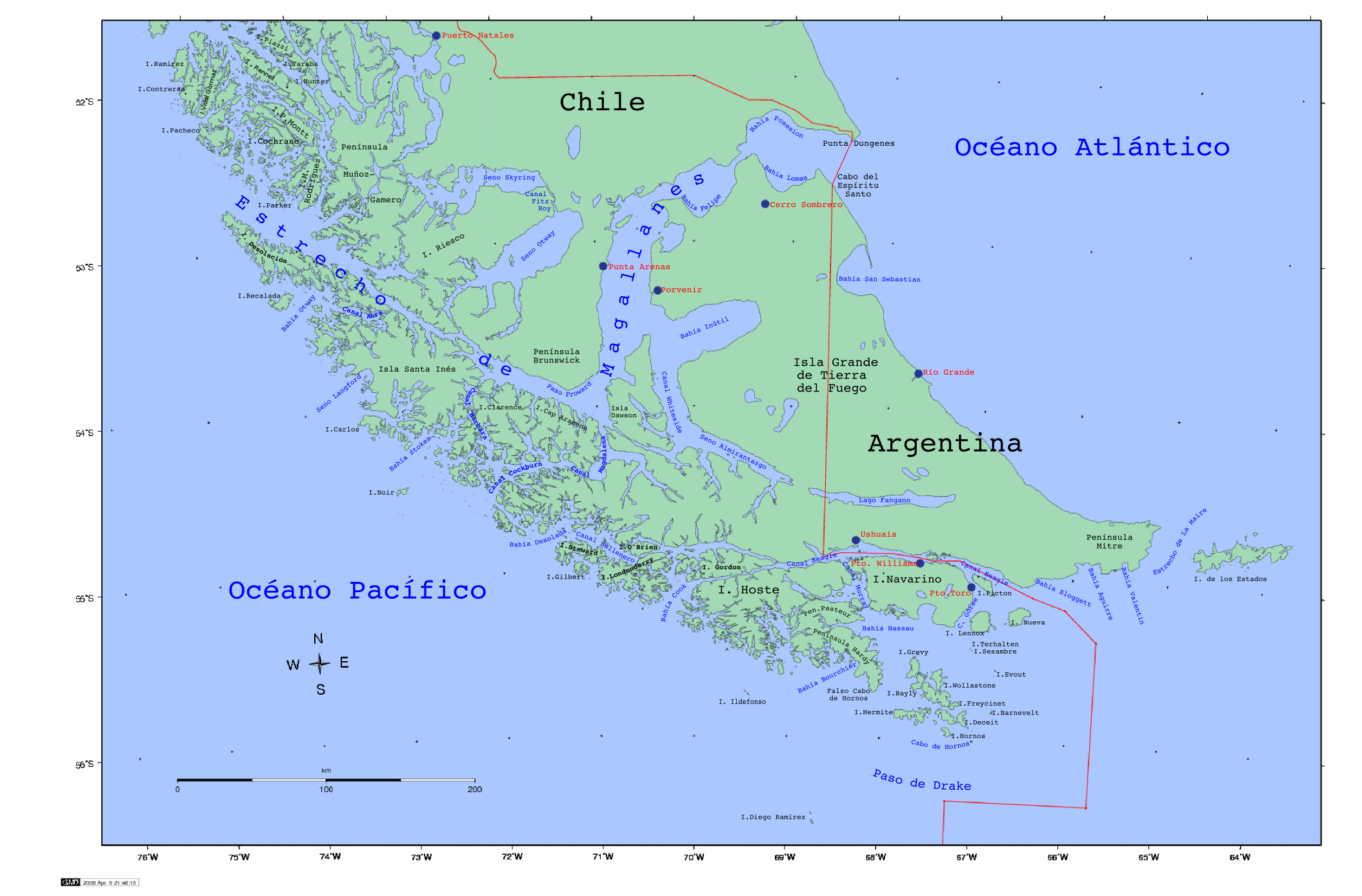

皮克頓島、倫諾克斯島和努埃瓦島（西班牙語：Islas Picton, Nueva y Lennox）是智利的3座火地群島島嶼，位於比格爾海峽以南，由麥哲倫-智利南極大區負責管轄，面積分別是105、170和120平方公里，阿根廷和智利兩國在1984年解決該島群的主權爭議。阿根廷于該年通過公民投票承認智利對該地區的主權。

## 外部連結
- "Act of Montevideo," January 8, 1979 （页面存档备份，存于） (United Nations) [PDF]
- "War Averted," January 22, 1979 （页面存档备份，存于） (TIME)

55°11′S 66°45′W / 55.183°S 66.750°W